# Victoria Park Hartlepool

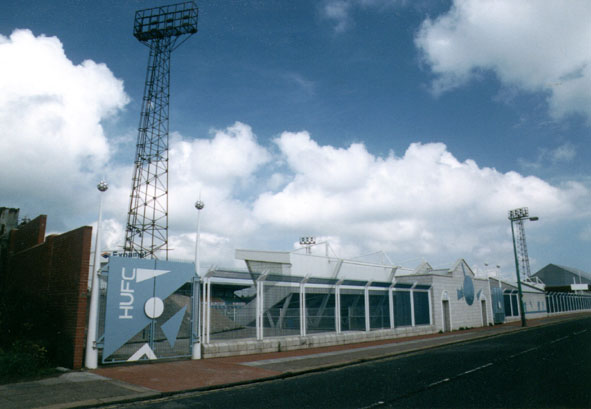
Victoria Park Hartlepool

Victoria Park es un estadio de fútbol situado en Hartlepool, en el condado de Durham (Inglaterra). Es el campo del Hartlepool United, que juega en la English Football League Two. 
Los cuatro lados del terreno se conocen como Town End Terrace (con una capacidad oficial para 1.775 espectadores), Niramax Stand (capacidad oficial para 1.617 personas sentadas y 1.832 en terrazas de pie), Cyril Knowles Stand (capacidad oficial para 1.599 espectadores) y Rink End (capacidad oficial para 1.033 personas). Town End Terrace es un área de pie, situada detrás de la portería sur y, por lo general, es la zona más ruidosa del terreno. La tribuna Neale Cooper (anteriormente Niramax Stand) es una tribuna para todos los asientos con un prado en terraza en el lado oeste del terreno. La tribuna Cyril Knowles es una tribuna moderna para todos los asientos al este del terreno. El Rink End también es una tribuna con 1.033 asientos, aunque algunos de ellos tienen problemas de visibilidad, debido a la presencia de unos pilares de soporte. El Rink End está en el extremo norte del terreno y acoge sólo a los hinchas de los equipos visitantes.
El estadio se conocía anteriormente como Northern Gas and Power Stadium entre agosto de 2016 y junio de 2017.  Además, el terreno se denominó Estadio Super 6 durante la temporada 2018-19 por motivos de patrocinio.A partir del 12 de noviembre de 2021, Victoria Park es conocido como el Estadio Suit Direct.